# 范竹斋旧居
范竹斋旧居是东方汇理银行在天津华账房第五任经理、“纱布业八大家”之一范竹斋在天津的故居。位于当时的天津法租界的丰领事路（今和平区赤峰道76号），目前是天津市和平区文物保护单位和重点保护等级历史风貌建筑。

## 建筑
范竹斋旧居靠赤峰道的一面为带门洞的三层砖木结构楼房，中二楼较低。大院内部另外三面都是带半地下室的二层砖木结构楼房，每座楼房前都设有一个十蹬的宽条石台阶。二楼设有畚箕型三面相通的楼道，楼道外侧有瓶柱式的外装饰，楼道有玻璃窗和百叶窗。院子的东北角设有一座圆亭式建筑，外有八棵爱奥尼克式柱。楼顶平台设有一个圆形石头亭子。该建筑现为天津市农资公司和天津市农机公司使用。